# Gokor Chivichyan
Gokor Chivichyan (10 de mayo de 1963) es un artista marcial armenio. Es conocido por su labor como entrenador de grappling y artes marciales mixtas (MMA) al lado de Gene LeBell.

## Carrera
Gokor tuvo una infancia problemática, metiéndose desde muy pequeño en toda clase de peleas con otros niños usualmente mayores que él. No fue hasta que un entrenador de lucha libre presenció una de estas peleas que Gokor tuvo la oportunidad de utilizar su agresividad en el terreno deportivo. Después de un año en la lucha libre, Chivichyan se pasó al sambo y entrenó intensamente en esta disciplina, hasta el punto de que con sólo 8 años ganó el campeonato nacional con facilidad. De hecho, el año siguiente competiría de nuevo con un permiso especial para escalar a la siguiente categoría de edad, y ganó de nuevo la medalla de oro, siendo incluso cualificado tentativamente para los campeonatos de la Unión Soviética. En 1973, el joven Chivichyan empezó una andadura similar en el judo, ganando el campeonato nacional, y esta vez accediendo a competir en el campeonato de la URSS; sin embargo, fue entonces cuando sufrió su primera derrota, teniendo que contentarse con la medalla de plata al perder por decisión arbitral contra el que era tres veces campeón. Esta derrota le movió a entrenar aún más duro, y se prometió a sí mismo que no volvería a perder en su vida. Efectivamente, un año después, en el campeonato nacional de sambo y soviético de judo, Gokor cumplió su promesa y ganó ambas medallas de oro. De 1974 a 1979 Chivichyan compitió extensamente en torneos y campeonatos por toda la URSS y Europa. En 1980, Chivichyan se cualificó para el equipo olímpico de judo de la Unión Soviética, pero para su decepción, el puesto fue a parar a un yudoca de mayor edad, quien ganó el oro en su lugar. Un año después, a los 17, Gokor y su familia se mudaron a Los Ángeles, en Estados Unidos.
En Los Ángeles, Chivichyan conoció al gran Gene "Judo" LeBell, quien se convirtió en su mentor. El entrenamiento de LeBell fue especialmente arduo para el joven Chivichyan, quien no hablaba mucho inglés; Gokor entrenó judo y catch wrestling, con y sin judogi, y aprendió técnicas que no había visto en su vida. A la vez, entrenó en boxeo y muay thai para mejorar su golpeo. Sin embargo, su fuerte fue el judo, arte en la que deseaba unirse al equipo olímpico de Estados Unidos, pero trámites relacionados con su nacionalidad le impidieron hacerlo. En 1987, ganó un campeonato internacional en España como ciudadano soviético, derrotando a nueve oponentes y al último de ellos por contundente ippon; y a su retorno, Gokor finalmente pudo obtener la ciudadanía estadounidense. Para cuando lo consiguió, no obstante, el equipo de Seúl 1988 ya estaba asignado, y después de ello Chivichyan no volvió a intentarlo. Por esta época, entrenó brevemente en jiu-jitsu brasileño con los hermanos Machado, quienes le habían invitado impresionados por sus habilidades. Con la apertura en 1991 de su escuela, Hayastan Academy, Chivichyan se retiró invicto de la competición activa y ocupó su tiempo como entrenador.
En 1997, Gokor salió de su retiro para competir en un evento de artes marciales mixtas organizado por World Fighting Federation, quien había reclamado su presencia. Su oponente estipulado había sido el legendario luchador japonés Akira Maeda, pero en realidad la WFF no había contactado con él y no pudieron contratarle para el combate, por lo que fue sustituido por un culturista llamado Bill Maeda al que presentaron como "Mr. Maeda" fingiendo que se trataba de la misma persona. Con tan esperpéntica premisa, Gokor lo tuvo fácil para ganar por sumisión en menos de un minuto.
Inesperadamente, Gokor volvió a la competición en 2008 para los USJA/USJF Winter Nationals, un torneo de judo en el que competía el equipo del que era entrenador. Originalmente, Chivichyan estaba allí sólo para aconsejar, pero después de que los organizadores le dieran un judogi y le insistieran en que participase, Gokor accedió y entró en el tatami. El veterano yudoca ganó su primer combate, pero una lesión inguinal le impidió continuar, y hubo de abandonar en el segundo; sin embargo, las reglas eran de doble eliminación, por lo que se le permitió continuar, y al final, Chivichyan ganó todas sus luchas y reclamó característicamente la medalla de oro tras vencer a Gary Butts por uchi mata en la final.

## Récord en artes marciales mixtas
| Resultado | Récord | Oponente   | Método                  | Evento                          | Fecha                 | Ronda | Tiempo | Localización                        | Notas |
| --------- | ------ | ---------- | ----------------------- | ------------------------------- | --------------------- | ----- | ------ | ----------------------------------- | ----- |
| Victoria  | 1-0    | Bill Maeda | Sumisión (cross armbar) | WFF - World Fighting Federation | 24 de febrero de 1997 | 1     | 0:50   | Birmingham, Alabama, Estados Unidos |       |